# Joan Larreu
Joan Larreu i Espeso, més conegut com a Juan Larrea (Mataró, 1782 - Buenos Aires, 1847) fou un polític argentí d'origen català. Es va establir en el Riu de la Plata al voltant de l'any 1800, formà part dels Voluntaris Urbans i en 1810, va participar com vocal de la Primera Junta, on van confondre el seu cognom amb Larrea, error que s'ha mantingut des d'aleshores. Va obtenir l'honor, a més, d'ésser al costat de Domènec Matheu i Xicola l'únic espanyol designat a participar en la junta de 1810. Larreu fou l'últim supervivent dels membres de la primera junta de govern argentina. Com a conseqüència de l'alçament del 5 i 6 d'abril de 1811, va ser deposat i bandejat a San Juan.
Va integrar l'Assemblea de l'Any XIII. En aquest àmbit va ser president de les sessions de 3 dies i va establir l'extinció dels títols nobiliaris en el territori nacional, la prohibició de l'ús de tortures i la creació d'un institut de formació militar, entre altres mesures. Duu la seva signatura l'acta que va declarar cançó pàtria l'Himne Nacional. Va ser ministre d'Hisenda del Directori, càrrec des del qual fou el principal impulsor de la creació de l'esquadra naval que comandà Guillermo Brown. A la caiguda del Directori, Larreu es va veure obligat a emigrar i els seus béns en el país van ser confiscats. Al seu retorn, es va dedicar al comerç, i més tard va ser cònsol de França.